# Nova Redenção
Nova Redenção este un oraș în statul Bahia (BA) din Brazilia.